# Unst
Unst (/ˈʌnst/; escocès: Unst; Norn: Ønst) és una illa de l'arxipèlag de les Shetland, Escòcia. És l'illa habitada més septentrional de les illes britàniques i és la tercera illa més gran de les Shetland després de Mainland i Yell. Té una superfície de 120 km². El 2011 tenia 632 habitants.

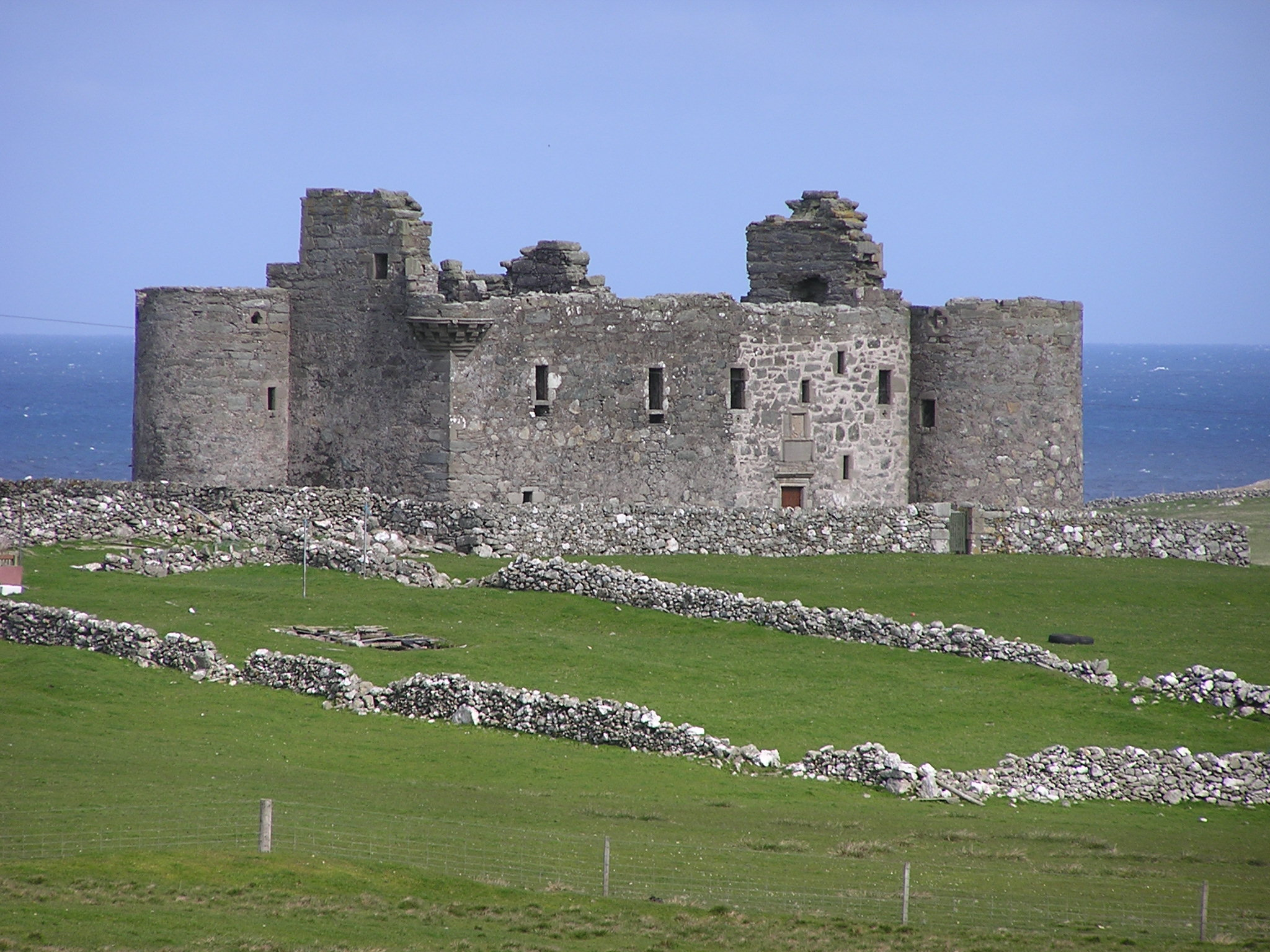
Castell de Muness

La superfície d'Unst és coberta en gran part per pastures, amb penya-segats costaners. El nucli de població més important és Baltasound, antigament el segon port de pesca d'arengada més gran després de Lerwick i avui la ubicació d'un centre d'oci i de l'aeroport de l'illa. Altres assentaments inclouen Uyeasound, seu de Greenwell's Booth (un magatzem hanseàtic) i el castell de Muness (construït el 1598 i saquejat pels pirates el 1627); i Haroldswick, ubicació d'un museu de vaixells i un centre patrimonial.

## Etimologia
Hi ha tres noms d'illes a les Shetland d'origen desconegut i possiblement precèltic: Unst, Fetlar i Yell. Les primeres formes registrades d'aquests tres noms tenen significats nòrdics: Fetlar és el plural de fetill i significa "espatlles", Ǫmstr és "pila de blat de moro" i í Ála ve d'ál que significa "solc profund". Tanmateix aquestes descripcions no són òbvies com a noms d'illes i probablement són adaptacions d'una llengua pre-nòrdica. potser el picte, tot i que no hi ha proves clares d'això. Taylor el 1898 va suggerir com a possible origen etimològic d'Unst una derivació del mot en nòrdic antic Ornyst, que significa "niu d'àguila".

## Geografia i geologia
L'illa té moltes localitzacions que són les que es troben més al nord de tot el Regne Unit: el petit assentament de Skaw, al nord-est de l'illa, és l'assentament més al nord del Regne Unit; Haroldswick és el lloc amb església més al nord del Regne Unit; el far de Muckle Flugga, a l'extrem nord d'Unst, innaugurat el 1858, és el far més al nord del Regne Unit, que està situat a prop de l'Out Stack, l'illot més al nord del Regne Unit.
L'oest de Noruega és a 300 km.
Les illes d'Unst i Fetlar estan formades principalment per roques ígnies ultramàfiques i màfiques que s'interpreta que formen part d'una ofiolita, una secció d'escorça oceànica de l'oceà Jàpet que va ser destruïda durant l'orogènia caledoniana. Unst va ser la ubicació de diverses pedreres de cromita.